# Phoca
Phoca  es un género de mamíferos pinnípedos de la familia Phocidae conocidos vulgarmente como focas.
Tiene dos especies,  Phoca vitulina  y Phoca largha.

## Especies
- Phoca largha
- Phoca vitulina

Varias especies antiguamente incluidas en este género han sido movidas a los géneros Pusa, Pagophilus e Histriophoca:
- Histriophoca fasciata
- Pusa caspica
- Pusa hispida
- Pusa sibirica
- Pagophilus groenlandicus